# Houssayanthus
Houssayanthus é um género botânico pertencente à família Sapindaceae.